# Otto Schaufelberger

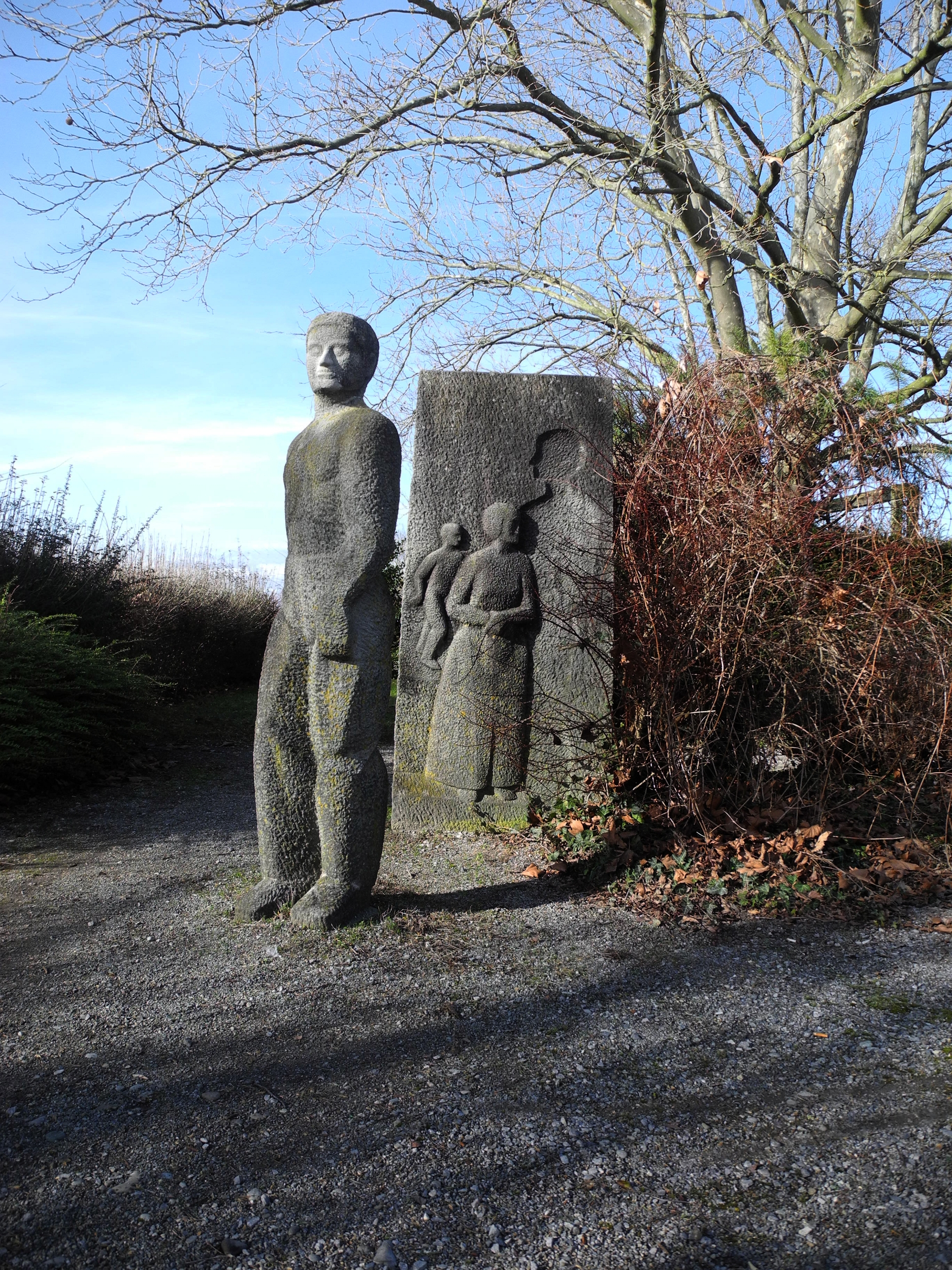
Otto Schaufelberger-Platz, Uster. Skulptur von Hans Zahn-Schilling

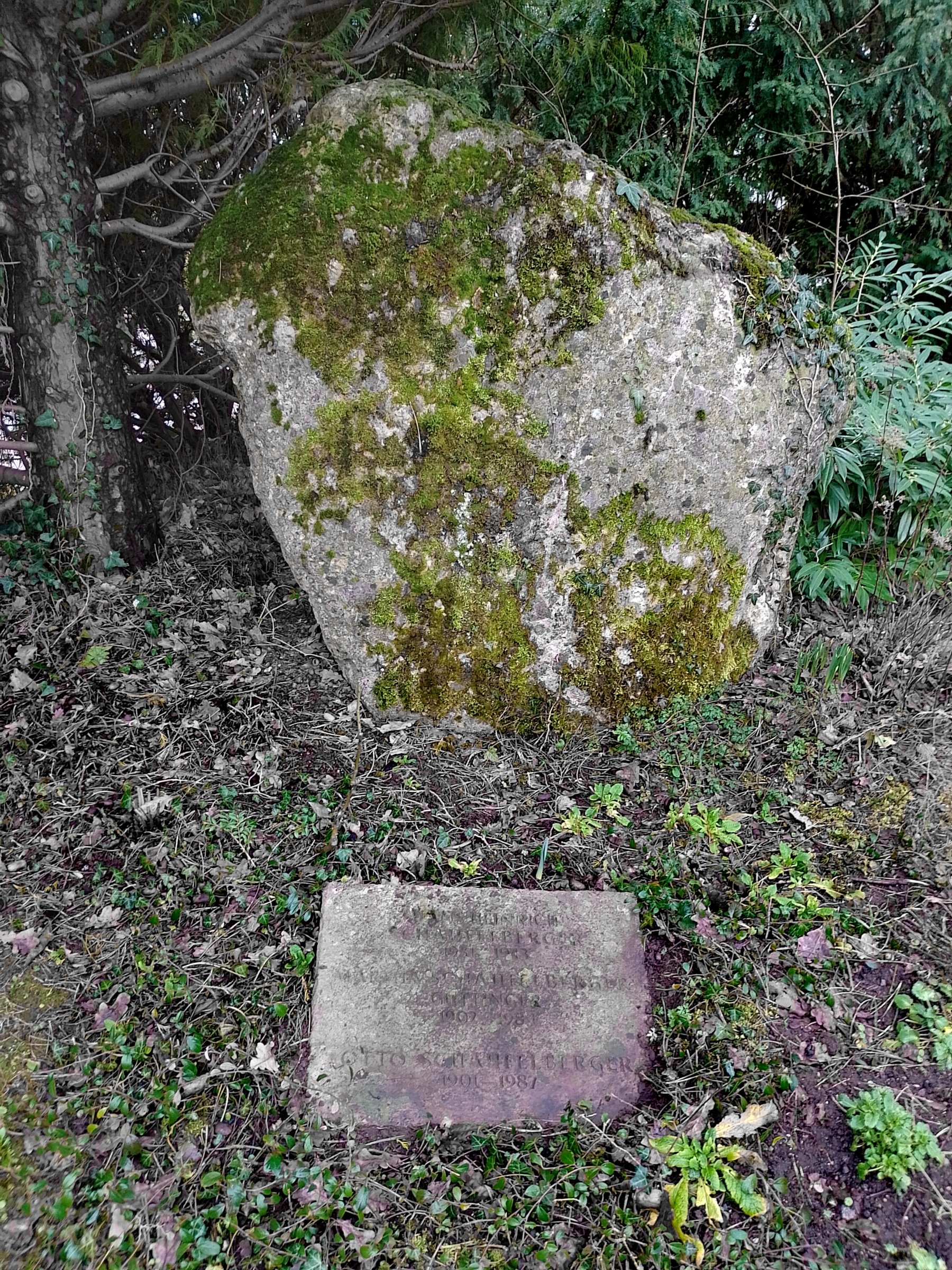
Grab, Friedhof Uster

Otto Schaufelberger (* 21. Januar 1901 in Rüti ZH; † 21. März 1987 in Bottighofen) war ein Schweizer Lehrer, Schriftsteller und «Volksdichter» des Zürcher Oberlandes, der u. a. viele Werke in der lokalen Mundart schrieb.

## Leben
Schaufelberger wuchs in Rüti und Wald ZH in einer Arbeiterfamilie auf, besuchte das Lehrerseminar in Küsnacht und unterrichtete an verschiedenen Orten im Zürcher Oberland. Die meiste Zeit lebte er in Uster, das 1995 einen Platz nach ihm benannte. 1926 heiratete er Martha, geborene Güttinger (1902–1984). Ihre gemeinsame Tochter ist die Schriftstellerin Magdalena Munz-Schaufelberger (* 1926). die den Nachlass von Schaufelberger 2018 dem Stadtarchiv Uster vermachte. Otto Schaufelberger fand seine letzte Ruhestätte auf dem Friedhof in Uster.

## Menschen am Schnebelhorn
Schaufelberger unterrichtete vom 20. Juli 1920 bis 31. Oktober 1923 an der Achtklassen-Gesamtschule im Weiler Strahlegg am Schnebelhorn in der Gemeinde Fischenthal, zuerst als Vikar, dann als Verweser und gewählter Lehrer.
Seine Erfahrungen und Erlebnisse schildert er im Werk Menschen am Schnebelhorn in einer Tagebuchform, verdichtet auf einen Jahresablauf. Das Buch wurde eines der meistgelesenen Heimatbücher der Schweiz.

## Die braune Brandung
Die braune Brandung (Untertitel: Ein schweizerisches Jahrzehnt-Erlebnis) ist ein antifaschistischer Roman von Schaufelberger, der 1945 im Genossenschaft-Höhensonne-Verlag Davos-Clavadel erschien. Er erzählt von der komplizierten und fragilen Freundschaft zweier alter Schulkameraden vor dem Hintergrund des schweizerischen Frontismus, der politischen Strömung in der Schweiz, die den Anschluss an das Dritte Reich suchte.
In seinem Vorwort schreibt Schaufelberger:

«Sollte dem Verfasser vorgeworfen werden, er bringe den Mut zu spät auf, um dem Geist Hitlers und dem Frontismus entgegenzutreten, so kann ihn das deshalb nicht berühren, weil er schon lange vor dem Krieg und auch in den ‹gefährlichsten Jahren› mit Wort und Schrift unentwegt für die Demokratie und gegen den Ungeist aus Nord und Süd gearbeitet hat.»

## Weitere Werke (Auswahl)
- Stenographie und Liebi. Schwank in 1 Akt. Aarau 1931.
- Die Räder rollen … Ein Querschnitt durch 200 Jahre Schweizerisches Verkehrswesen, dargestellt in 7 festlichen Bildern mit Musik und Gesang. Bassersdorf 1939. [Uraufführung bei der Schweizerischen Landesausstellung in Zürich, 27. Juni 1939]
- Menschen am Schnebelhorn. Aus dem Tagebuch des Schulmeisters von Strahlegg. Wetzikon und Rüti 1942. [12. Aufl. 1979]
- Licht über Wolken. Gedichte um ein Kindergrab. Uster 1944. [Privatausgabe]
- Das Zürcher Oberland. – Band 1: Auf seiner Höhenstrasse. – Band 2: In seinen Herzkammern. Bern 1950.
- Pia. Liebe und Ehe zweier Menschen verschiedenen Glaubens. Wetzikon und Rüti 1953.
- Es zogen zwei Gesellen … Eine heitere Wanderplauderei mit einem ernsten Hintergrund. Zürich 1953.
- Der Greifensee. Bern 1954.
- Ruchbrot und Ankeweggli. Zürioberländer Bilder in Mundartvärse. Wetzikon 1957.
- Kopf hoch, Gabriel! Eine Erzählung aus dem Zürcher Oberland für die Jugend. Zürich 1958.
- Der grosse Tag. Eine heiter-besinnliche Feriengeschichte. Zürich 1959.
- Der Pfäffikersee – Wiege von Dichtern und Sängern. Bern 1959.
- Abenteuer eines Schnauzers. Eine spannende Hundegeschichte für die Jugend. Zürich 1961.
- Endlich geht die Sonne auf. Wunderliche, fröhliche und traurige Jugenderlebnisse des Volksdichters Jakob Stutz nach seiner Selbstbiographie «Sieben mal sieben Jahre aus meinem Leben». Zürich 1962.
- Durs Oberland uuf und durs Oberland aab … Kurzgeschichten, Anekdoten und Gedichte in der Mundart des oberen Tösstales. Wetzikon 1969.
- Noomool e Hampfle Oberländer Gschichte. Kurzgeschichten und Anekdoten in der Mundart des oberen Tösstales. Wetzikon 1971.
- Züri Oberländer Choscht. Nochmals heitere Kurzgeschichten und Anekdoten in der Mundart des Zürcher Oberlandes. Wetzikon 1974.
- Muschter und Müschterli. Kurzgeschichten und Anekdoten in der Mundart des Zürcher Oberlandes. Wetzikon 1975.
- Us myner Jugedzytt. Jugenderinnerungen in der Mundart des Zürcher Oberlandes. Wetzikon 1976.
- Zämelääsete. Meist heitere Geschichten und Anekdoten in der Mundart des Zürcher Oberlandes. Wetzikon 1977.
- Chnöpf und Bluescht. Meist heitere Geschichten und Anekdoten in der Mundart des Zürcher Oberlandes. Wetzikon 1978.
- Es mäntschelet zäntume. Begägnige mit alerläi Lüte. Meist heitere Geschichten und Anekdoten in der Mundart des Zürcher Oberlandes. Wetzikon 1979.
- Chrüz und quäär durs Oberland. En nöie Struuss von Gschichte i de Mundart vom Züri Oberland. Wetzikon 1980.

## Vertonungen
- Max Hengartner: Heimatkantate. Für gemischten Chor, Kinderchor ad lib. mit Orchester-, Blasmusik- oder Klavierbegleitung. Zürich 1950.
- André Jacot: Tag des Kindes. Kantate für Kinderchor und 2 Instrumente (Flöte und Violine oder 2 Violinen). Nach Texten von Otto Schaufelberger. Zürich 1956.